# ファントム オブ キル
『ファントム オブ キル』（Phantom of the kill）は、FgG（旧：Fuji＆gumi Games）により開発・運営されていたスマートフォン向けゲームアプリ。2014年10月23日サービス開始。基本プレイ無料（アイテム課金制）。公式略称は「ファンキル」。
“戦略性×ドラマ”をコンセプトとする本作は、世界各国の神話や史実に登場する伝説の武器および神的存在を萌えキャラクターに擬人化した「キル姫」をゲーム中で集め、強化しながら敵と戦闘し勝利を目指すという内容になっている。
2024年5月27日をもってサービスを終了した。

## 解説
Fuji＆gumi Gamesのスマートフォン向けアプリ第1作で、『パズル&ドラゴンズ』や『ブレイブフロンティア』のようなメジャータイトルに勝ちたいという想いから制作された。
配信開始時は、当初予定していた機能の40%しかできず、アップデートを重ねる形で出来なかったことを解決しつつも、ストーリークエストを毎月1章ずつ追加してユーザーを退屈させないようにしたと、本作のディレクターである石川亮一は振り返っている。

### ゲームシステム
配信初期はストーリークエスト周回によって経験値等を稼ぐ必要があったが（他のスマートフォン向けゲームとは異なり、キャラクターに別のキャラクターを合成しても、キャラクターは成長するものの経験値は獲得できない）、後のアップデートで経験値を大量に稼げる期間限定クエスト「メタルガーデン」が実装されたことによりその必要性が低くなった。なお、このクエストはパーティーを構成する人数が少ないほど、一人当たりにもらえる経験値が増える仕組みになっている。
単純にレアリティの高いユニットでゴリ押しできないようにするため、レアリティの低いユニットでも戦略次第で高難易度のクエストをクリアできるようになっている他、一部ミッションではユニット構成の際のレアリティの制限が設けられている。
ライトユーザーにも受け入れられるよう、マップのマス目をわかりにくくしたり、バトルコマンドを簡略化したりするなどの工夫がされている。ただし、ユーザーがオートバトルに頼りすぎるのを防ぐため、初回クエストや高難易度クエストではオートバトルが使えないようになっていたが、後に全クエストで未クリア状態でもオートバトルできるように仕様が変更された。
その後、2016年3月28日に始動した大型プロジェクト『プロジェクトZERO』の一環として新モード「地上編」が実装された。
このモードはAP消費がない代わりに、すべてのユーザーが同一の条件下で、限られたユニット・アイテム・武具で悪魔との戦いに挑むものであり、シナリオが展開する中でユニットが出入りするほか、一度力尽きたユニットは二度と復帰しないという制約もあり、プレイヤーには緻密な作戦を練ることが求められる。
以降も学園編、海上編と特定のモードが逐次登場する。3周年目では、再始動企画として新章「失われた千年王国編」（ロストラグナロク）が発表された。

### 男性ユニット導入について
開発段階では、男性キャラクターを入れるべきだという意見もあったが、キャラクターの個性を多様化する形で、女性ユーザーへのアプローチをはかったと石川は語っている。
2015年の東京ゲームショウで、欧米版の制作が発表されたとき、男性ユニットの追加する予定があることが報じられた。
その後、2016年3月28日のアップデートで「地上編」が実装された際、日本版にも“キラーメイル”という名称で男性ユニットが導入された。

### メディア展開
『プロジェクトZERO』始動に先駆ける形として2016年3月25日に配信された「ファンキルベースinニコ生」内で、公開が予定されているコンセプトフィルム『ファントム オブ キル ― ZEROからの反逆― 』の主人公ゼロ役を藤原竜也が務めることが公表された。

### 海外展開
2015年の東京ゲームショウで、英語表記の「Phantom of the kill」という名称で、欧米でもサービスを開始させることを発表し、ゲーム内の言語をローカライズさせるだけでなく、現地でも受け入られるように、男性ユニットの追加、日本版の既存ユニットのイラストの変更など細かい差異を持たせる予定だと報じられた。
2016年3月11日、Fuji&gumi Gamesは『ファントムオブキル』の簡体字版である『幻影纹章』を2016年夏に配信すると発表した。また、同年7月14日には、繁体字版である『殺戮魅影』も台湾、マカオ、香港に向けて2016年夏に配信することが報じられた。なお、『殺戮魅影』の配信はDeNAグループの中国拠点であるDeNA Chinaが担当し、Fuji&gumi Gamesはサポート業務を担う。
2016年5月には北米や欧州を含む120の国に向けたバージョンが配信された、オリジナル版よりもより難易度を高くするといった調整が行われた。

### 新規開発の終了
2023年10月23日、運営方針に関わる内容のプロデューサーレターを公開、同日のアップデートをもって以降の新規ユニットやイベント等の追加を終了することが発表された。

## あらすじ
主人公は、自分の住む世界がモンスターたちに襲われたところを剣を持った少女に助けられる夢を見る。目を覚ますと、花畑の広がる世界で、記憶を失っていたことに気付く。思い出そうともがく中、主人公はモンスターたちに取り囲まれてしまう。そのとき、夢に出てきた少女に似た、ティルフィングという少女がモンスターを薙ぎ払う。
かくして、主人公は記憶を取り戻すべく、ティルフィングをはじめとするキル姫たちとともに冒険に出るのであった。

## ストーリー
天上編
本作の本来のストーリー。
地上編
キラーメイルが登場する。
ファントム オブ スクール
ファンキル学園とも言われる。「青春」や「学園」をテーマにしたアナザーストーリー。
海上編
多くのキル姫達が水着姿で登場する。
失われた千年王国編（ロストラグナロク）
本作の新章。アルマスを主人公とする。
擬彩されし不可逆世界編（インテグラルノア）
本作の第二の新章。本編では前編のアルマスも続けて中心キャラクターでありティルフィングも再び中心キャラクターとなり他のファーストキラーズのメンバーも再び代表キャラクターとして描かれる。

## キル姫
伝説の武器や神的存在を美少女として擬人化した存在。同じ名前・容姿を持つイミテーションと呼ばれる者が複数存在し、キル・オーダーという掟の元、最後の一つになるまで殺し合う。
キル姫は武器別に剣・槍・斧・弓・魔銃・杖に分類され、その分類に基づいたジョブが設定されている。このうち、剣・槍・斧は3すくみの関係にある（主に攻撃の命中率が依存する）一方、弓・魔銃・杖は相性関係が設定されていない。
キル姫のパラメーターにはHP・力・魔・守・精・速・技・運の数値が設定されており、それに基づき、「王姫型」「攻姫型」「魔姫型」「守姫型」「匠姫型」「命姫型」の6つの姫タイプに分かれる。レベルアップ時の成長ボーナスはランダムで割り振られるため、同じ姫タイプのキル姫でも違った成長を見せることがある。
これらの組み合わせによりレアリティも変動するため、同じ名前のキル姫でもジョブやタイプが異なれば、表示されるイラストも異なる。
2015年8月より、上記の武器とは別に属性という概念が追加された。雷、風、炎、氷の4種で、有利な属性で攻撃をすれば攻撃力が増加、反対に不利な属性で攻撃をすれば攻撃力が減少する。無属性ユニットは属性を持っているユニットとは異なり、攻撃力の補正は行われない（受ける攻撃も補正を受けない）。
当初、新規で追加されるユニットを優先に属性を付与していたが、最終的にゲームに収録されている全ユニットに属性が付与された。但し敵の一部ユニットには未だに属性が付与されていない。
2018年3月の大型アップデート「失われた千年王国編《ロストラグナロク》」より所属の概念が追加され、所属する国によって攻撃力の補正を受けるようになった。
キャラクターとしてのキル姫およびキラーメイル全体の設定については#世界観を参照。

### 剣タイプ
- アダマス(声 - 伊瀬茉莉也)
- アロンダイト(声 - 植田佳奈)
- エクスカリバー(声 - 高垣彩陽)
- 草薙剣(声 - 豊口めぐみ)
- グラム(声 - 井上麻里奈)
- ティルフィング(声 - 雨宮天)
- デュランダル(声 - ゆかな)
- ナーゲルリング(声 - 茅原実里)
- パラケルスス(声 - 喜多村英梨)
- バルムンク(声 - 種田梨沙 → 川澄綾子)
- フラガラッハ(声 - 瀬戸麻沙美)
- マサムネ(声 - 井上麻里奈)
- レーヴァテイン(声 - ゆかな)
- アルマス・妖精結合《テイルリンク》・ティターニア(声 - 鷲見友美ジェナ)[10]

### 斧タイプ
- アイムール(声 - 茅原実里)
- ウコンバサラ(声 - 村川梨衣)
- シャルウル(声 - 浅川悠)
- スラーンド(声 - 喜多村英梨)
- ダグダ(声 - 植田佳奈)
- パラシュ(声 - 伊瀬茉莉也)
- ペルーン(声 - 日高里菜)
- ミトゥム(声 - 佐倉綾音)
- ミョルニル(声 - 斎藤千和)
- ラブリュス(声 - 田村ゆかり)

### 槍タイプ
- 天沼矛(声 - 生天目仁美)
- イシューリエル(声 - 村川梨衣)
- グングニル(声 - 大原さやか)
- ゲイボルグ(声 - 能登麻美子)
- 青龍偃月刀(声 - 種田梨沙 → 川澄綾子)
- トライデント(声 - 斎藤千和)
- トリシューラ(声 - 高垣彩陽)
- 方天画戟(声 - 伊藤静)
- ルーン(声 - 大原さやか)
- ロンギヌス(声 - 花澤香菜)
- ロンゴミアント(声 - 日高里菜)

### 弓タイプ
- 梓弓(声 - 茅野愛衣)
- アポロン(声 - 東山奈央)
- アルテミス(声 - 佐藤利奈)
- エロース(声 - 伊藤静)
- オティヌス(声 - 瀬戸麻沙美)
- シェキナー(声 - 名塚佳織)
- ピナーカ(声 - 小林ゆう)
- 与一(声 - 早見沙織)

### 銃タイプ
- ヴァジュラ(声 - 小林ゆう)
- ケラウノス(声 - 内田真礼)
- 芭蕉扇(声 - 名塚佳織)
- フライクーゲル(声 - 釘宮理恵)
- ブラフマーストラ(声 - 水原薫→若林直美)
- ブリューナク(声 - 浅川悠)
- 八咫鏡(声 - 花澤香菜)

### 杖タイプ
- アスクレピオス(声 - 佐藤利奈)
- カドケウス(声 - 加藤英美里)
- ガンバンテイン(声 - 水原薫 → 若林直美)
- ケーリュケイオン(声 - 加藤英美里)
- グリダヴォル(声 - 小松未可子)
- テュルソス(声 - 能登麻美子)
- ミストルティン(声 - 茅野愛衣)

### 特殊タイプ
- イージス(声 - 福緒唯)
- ダフネ(声 - 佳穂成美)

## 登場キャラクター

### 主要登場キャラクター
マスター
本作の主人公。記憶を失っている。
ティルフィング
声 - 雨宮天
元ネタ - ティルヴィング / 武器のタイプ - 剣タイプ
キル姫の一種で後述のファーストキラーズの一種であり『天上編』のメインヒロインであり本作のキル姫の代表格。
丁寧な口調で話す（敬語で話すなど）事が多いが時々普通に喋る事がある。
髪は長く髪の右側に垂れるように三つ編みがある。恰好はいくつかの種類はあるが、主な恰好は耳にピアスを付けており首輪をつけており胸元やへそを露出した胸当てをつけており左腕のほぼ全てを物で覆っておりミニスカートをはいておりハイヒールをはいている。
メインのティルフィング
ゲームスタート時からマスターが最初に出会ったキル姫であるティルフィングで本作におけるメインのティルフィング。
回想のティルフィング
マスターの回想で登場するティルフィング。主人公にユグドラシルの大樹に行くように言っていた。敵によって致命傷を負い最期は主人公に呪われた世界や運命を変える事をたくして息を引き取った。
敵対したティルフィング
敵として登場したティルフィングでメインのティルフィングと戦いになる。始めはメインのティルフィング相手に優勢となったがマスターが助けに入った事もあり最後はメインのティルフィングに殺害される。
ティルフィング (ブラックキラーズ)
業 - 強欲
ブラックキラーズとしてのティルフィング。基本的なティルフィングと比べて暗い雰囲気になっている。
服装は基本的なティルフィングの主な恰好と違い露出度は少なくなっている。
ティルフィング・擬彩
インテグラルキラーズとしてのティルフィング。
デュリン
声 - 阿澄佳奈
主人公達をサポートする小さな妖精。ただし妖精と言われるとキレる。ティルフィングの世話とチョコレートが好き。
長らくストーリー上のみのキャラだったが、キル姫としてユニットを組めるようになった。
レーヴァテイン (ゼロ)
声 - 緑川光（『zeroからの反逆』以外）
元ネタ - レーヴァテイン / 武器のタイプ - 剣タイプ
『地上編』から登場。キラーメイルの一種で本作のキラーメイルの中では代表的である。キル姫のレーヴァテインとは全くの別種。
キラープロジェクトの実験体零号とされておりこのため「ゼロ」と呼ばれている。
性格は群れる事が嫌いで自分と身内しか信じる事をせず無駄な事が嫌いで皮肉屋である。
ゼロ
「#ゼロ」を参照。
アルマス
声 - 鷲見友美ジェナ
武器のタイプ - 剣タイプ
『失われた千年王国編』から登場した斬ル姫の少女で『失われた千年王国編』の主人公。斬ル姫や人類の尊厳を奪還しようとしている。
基本的に上部分目を閉じた目（ジト目）をしている。
アルマス・妖精結合・ティターニア（アルマス テイルリンク・ティターニア）
アルマスの最初にして最も代表的な姿。ティターニアと妖精結合（テイルリンク）している。
アルマス・擬彩
インテグラルキラーズとしてのアルマス。
ティターニア
声 -
『失われた千年王国編』から登場したアルマスと妖精結合（テイルリンク）した小さな妖精。本作のガイド役を務める。

### ファーストキラーズ
キル姫の分類の一種。ティルフィング以外は全員、キル姫の中ではティルフィングの次に代表的である。ファーストキラーズは本作の象徴とも言える存在。
ティルフィング
「#ティルフィング」を参照。
マサムネ
声 - 井上麻里奈
元ネタ - 正宗 / 武器のタイプ - 剣タイプ
ファーストキラーズのキル姫の一種。
髪が長い。恰好はいくつかの種類はあるが、主な恰好はへそ出しでミニスカートをはいており服の右端がかなり長くブーツをはいている。
看護師
「#看護師」を参照。
マサムネ (ブラックキラーズ)
業 - 憤怒
ブラックキラーズとしてのマサムネ。
マサムネ・獣刻・ヨルムンガンド
オーダーキラーズとしてのマサムネ。
パラシュ
声 - 伊瀬茉莉也
元ネタ - パラシュ / 武器のタイプ - 斧タイプ
ファーストキラーズのキル姫の一種。一人称は「ボク」。
額の中央に点がある。恰好はいくつかの種類はあるが、主な恰好は下方向にツインテールをしており、ブーツをはいている。
パラシュ (ブラックキラーズ)
業 - 暴食
ブラックキラーズとしてのパラシュ。
パラシュ・D. plug・アスタロス
カルマキラーズとしてのパラシュ。
ロンギヌス
声 - 花澤香菜
元ネタ - 聖槍 / 武器のタイプ - 槍タイプ
ファーストキラーズのキル姫の一種。
恰好はいくつかの種類はあるが、主な恰好は緑を基調とした服を着ておりミニスカートをはいておりハイソックスをはいておりリボンの付いた靴をはいている。
暴走したロンギヌス
暴走を起こしているロンギヌス。狂った言動をしている。レーヴァテインとダグダを同時に相手にして圧倒するほど戦闘能力は高い。最期はティルフィングに殺害される。
ヤクモ
「#ヤクモ」を参照。
ロンギヌス (ブラックキラーズ)
業 - 嫉妬
ブラックキラーズとしてのロンギヌス。
ロンギヌス・聖鎖・ガブリエル
セイントキラーズとしてのロンギヌス。
フライクーゲル
声 - 釘宮理恵
元ネタ - 魔法の弾丸 / 武器のタイプ - 銃タイプ
ファーストキラーズのキル姫の一種。
性格はハイテンションでキル姫の中でも明るい分類に入る。
髪が長い。恰好はハートのマーク（あるいはハートのマークの付いた物）やリボンが付いているのが多く、主な恰好はハートマークが付いたカウボーイハットを頭の左上にはいており、髪型は左上からポニーテールが出来ており右上にもかなり小さいがポニーテールが3本あり、右上のポニーテールの初めの部分にリボンが付いており、3本のポニーテールの途中にハートマークが付いており胸元などが露出しミニスカート状になっているワンピースを着ておりハイソックスをはいており右足のハイソックスの上にリボンがついており履物は高いサンダルをはいている。
フライクーゲル (ブラックキラーズ)
業 - 傲慢
ブラックキラーズとしてのフライクーゲル。
フライクーゲル・聖鎖・アズラエル
セイントキラーズとしてのフライクーゲル。
フライクーゲル・擬彩
インテグラルキラーズとしてのフライクーゲル。
レーヴァテイン
声 - ゆかな
元ネタ - レーヴァテイン / 武器のタイプ - 剣タイプ
ファーストキラーズのキル姫の一種。キラーメイルのレーヴァテインとは全くの別物。
髪はかなり長い。恰好はいくつかあるが、主な恰好は袖が手が見えない程長くショートズボンをはいている。
本作に登場するキル姫の中でも屈指の人気を誇る。
アマネ
「#アマネ」を参照。
レーヴァテイン (ブラックキラーズ)
業 - 怠惰
ブラックキラーズとしてのレーヴァテイン。
レーヴァテイン・獣刻・バハムート
ディスラプターズとしてのレーヴァテイン。
アルテミス
声 - 佐藤利奈
元ネタ - アルテミスの神弓 / 武器のタイプ - 弓タイプ
ファーストキラーズのキル姫の一種。
性格は冷静沈着で委員長気質。
髪の前髪にメッシュのような異なる色の髪がある。恰好はいくつかあるが、主な恰好は胸部を中心に露出したレザースーツを着ている
アルテミス (ブラックキラーズ)
業 - 色欲
ブラックキラーズとしてのアルテミス。
アルテミス・獣刻・マスターテリオン
オーダーキラーズとしてのアルテミス。

### セブンスキラーズ
キル姫の分類の一種。ファーストキラーズから数えて七代目のキラーズ達。
アスカロン
声 - 戸田めぐみ
元ネタ - アスカロン / 武器のタイプ - 剣タイプ
セブンスキラーズのキル姫の一種。
アスカロン・D. plug・レヴィアタン
カルマキラーズとしてのアスカロン。
ムラマサ
声 - 内田愛美
元ネタ - 村正 / 武器のタイプ - 剣タイプ
セブンスキラーズのキル姫の一種。
ムラマサ・獣刻・ヤマタノオロチ
オーダーキラーズとしてのムラマサ。
シユウ
声 - 和氣あず未
元ネタ - 蚩尤の戦斧 / 武器のタイプ - 斧タイプ
セブンスキラーズのキル姫の一種。
シユウ・D. plug・ベルゼブブ
カルマキラーズとしてのシユウ。
フォルカス
声 - 清都ありさ
元ネタ - フォラスの槍 / 武器のタイプ - 槍タイプ
セブンスキラーズのキル姫の一種。
フォルカス・聖鎖・ウリエル
セイントキラーズとしてのフォルカス。
アフロディーテ
声 - 加隈亜衣
元ネタ - アプロディーテーの神弓 / 武器のタイプ - 弓タイプ
セブンスキラーズのキル姫の一種。
アフロディーテ・D. plug・アスモデウス
カルマキラーズとしてのアプロディーテ。
グリモワール
声 - 吉岡麻耶
元ネタ - グリモワール / 武器のタイプ - 銃タイプ
セブンスキラーズのキル姫の一種。
グリモワール・獣刻・ニーズヘッグ
オーダーキラーズとしてのグリモワール。
ヴァナルガンド
声 - 山本希望
元ネタ - フェンリル / 武器のタイプ - 杖タイプ
セブンスキラーズのキル姫の一種。
ヴァナルガンド・聖鎖・サリエル
セイントキラーズとしてのヴァナルガンド。

### ブラックキラーズ
キル姫の分類の一種。ファーストキラーズの別バージョン。反乱分子を粛清する黒奏官の部下であるキル姫で、抱える思いが業（七つの大罪）となり、黒化した存在である。
メンバーはロンギヌス、パラシュ、レーヴァテイン、フライクーゲル、ティルフィング、アルテミス、マサムネの7名。

### エンシェントキラーズ
キル姫の分類の一種。太古のキル姫とされる。神々によって作られたが反旗を翻したため封印されていた。
エルキュール
声 - 新田ひより
元ネタ - ヘーラクレース / 武器のタイプ - 斧タイプ / 属性 - 光 /象徴する徳 - 希望
エンシェントキラーズのキル姫の一種。
エルキュール・神令・トール
コマンドキラーズとしてのエルキュール。
グラーシーザ
声 - 渡辺明佳
元ネタ - グラーシーザ / 武器のタイプ - 槍タイプ / 属性 - 炎 / 象徴する徳 - 正義
エンシェントキラーズのキル姫の一種。
グラーシーザ・神令・フォルセティ
コマンドキラーズとしてのグラーシーザ。
ネス
声 - 小松ゆうり
元ネタ - ネス / 武器のタイプ - 杖タイプ / 属性 - 氷 / 象徴する徳 - 節制
エンシェントキラーズのキル姫の一種。
ネス・神令・スクルド
ダモクレス
声 - 山田奈都美
武器のタイプ - 剣タイプ / 属性 - 風 / 象徴する徳 - 愛
エンシェントキラーズのキル姫の一種。
主な恰好は胸部や股には布をぶら下げているだけなので逆さまにぶら下がるなどの理由で乳首や局部が見えてしまう事もある際どい恰好となっている。
ダモクレス・神令・ヘル
コマンドキラーズとしてのダモクレス。
スイハ
声 - 近藤玲奈
武器のタイプ - 弓タイプ / 属性 - 氷 / 象徴する徳 - 勇気・不屈の精神
エンシェントキラーズのキル姫の一種。
スイハ・神令・テュール
コマンドキラーズとしてのスイハ。
スイハ・擬装・セイバー
イミテイトキラーズとしてのスイハ。
ラグナロク
声 - ゆかな
武器のタイプ - 剣タイプ / 属性 - 炎
エンシェントキラーズのキル姫の一種。賀正ver.もある。
ラグナロク・神令・ユグドラシル
コマンドキラーズとしてのラグナロク。コマンドキラーズの中で唯一公式サイトに載っていない。
フライシュッツ
声 - 大地葉
武器のタイプ - 銃タイプ / 属性 - 闇 / 象徴する徳 - 信仰
エンシェントキラーズのキル姫の一種。
フライシュッツ・神令・フリッグ
コマンドキラーズとしてのフライシュッツ。
ミネルヴァ
声 - 小田果林
武器のタイプ - 槍タイプ / 属性 - 雷 / 象徴する徳 - 知恵・思慮
エンシェントキラーズのキル姫の一種。
ミネルヴァ・神令・オーディン
コマンドキラーズとしてのミネルヴァ。右目が髪で隠れている。

### その他の剣タイプのキル姫
アダマス
声 - 伊瀬茉莉也
元ネタ - アダマス / 武器のタイプ - 剣タイプ
キル姫の一種。分類上は剣だが実際は大鎌である（アダマス以降の鎌は斧になっており剣として扱われているのはアダマスのみである）。
髪は外ハネショートカット。主な格好では胸の部分がパックリ開いたセクシーな服を着ている。
ドSを自称しており、マスターに強く当たったり誘惑するような言動をするが実はウブでツンデレである。双子の妹にハルパーがいる。エロースとは仲が良い。
アロンダイト
声 - 植田佳奈
元ネタ - アロンダイト / 武器のタイプ - 剣タイプ
キル姫の一種。
恰好はいくつかの種類があるが、主な恰好は頭にリボンが付いた物を付けており髪の先端付近を縛っている。賀正ver.を持つ一人でもある。
アロンダイト・獣刻・ユニコーン
恰好は髪をポニーテールにしている。
カラドボルク
草薙剣
声 - 豊口めぐみ
元ネタ - 草薙剣 / 武器のタイプ - 剣タイプ
キル姫の一種。尊大な性格。小柄。
クラウ・ソラス
グラム
ダーインスレイブ
デュランダル
ナーゲルリング
声 - 茅原実里
元ネタ - ナーゲルリング / 武器のタイプ - 剣タイプ
キル姫の一種。人間不信に陥ってたがマスターのがんばりもありマスターの事を信じ始める。かなり小柄。
パラケルスス
バルムング
ブラカラッハ
リットゥ
エクスカリバー
声 - 高垣彩陽
元ネタ - エクスカリバー / 武器のタイプ - 剣タイプ
2015年4月1日に追加されたキル姫の一種。髪が長い。
エクスカリバー・聖鎖・セラフィエル

### その他の斧タイプのキル姫
アムイール
ウコンバサラ
シタ
シャルウル
スラーンド
ダグダ
声 - 植田佳奈
元ネタ - ダグザの棍棒 / 武器のタイプ - 斧タイプ
キル姫の一種。髪型は頭の上左部分をポニーテールにしている。
ハルパー
ペルーン
ミトゥム
ミョルニル
ラブリュス
レシェフ
声 - 今井麻美
元ネタ - ラシャプ / 武器のタイプ - 斧タイプ
2015年10月6日に追加されたキル姫の一種。性格は独善的で押し付けが激しい所がある。
ヤグルシ
ワズラ

### その他の槍タイプのキル姫
天沼矛
イシューリエル
グングニル
ゲイボルク
青龍偃月刀
トライデント
トリシューラ
蜻蛉切（とんぼきり）
方天画戟
ルーン
ロンゴミアント
声 - 日高里菜
元ネタ - ロンゴミアント / 武器のタイプ - 槍タイプ
2015年10月6日に追加されたキル姫の一種。髪が長い。
ロンゴミアント・D. plag・グラシャラボラス
ヴォータン
ピサール
ガ・ボー

### その他の弓タイプのキル姫
エロース
声 - 伊藤静
元ネタ - エロース / 武器のタイプ - 弓タイプ
キル姫の一種。
性格は愛嬌たっぷりでおせっかい。
エロース・聖鎖・ハニエル
梓弓（あずさゆみ）
声 - 茅野愛衣
元ネタ - 梓弓 / 武器のタイプ - 弓タイプ
キル姫の一種。
性格は明るい方でイラストは笑顔が多く献身的である。また、おまじないをする事が多い。
髪は長く右上からポニーテールにしている。恰好は着物・足袋・巻が高い草履を着用している事が多く、主な恰好はポニーテールの始めに花の髪飾りが付いていて白を基調とした和服を着用していて黒く長い足袋を履いていて巻が高い草履を履いている。賀正ver.を持つ一人でもある。
梓弓・獣刻・メデューサ
梓弓としては珍しく笑顔でないイラストもあるが笑顔を見せるシーンもある。
恰好は黒を基調としており梓弓としては珍しく足元は足袋・草履以外のものを着用している。
アバリス
アポロン
オティヌス
シェキナー
ピナーカ
与一（よいち）

### その他の銃タイプのキル姫
ヴァジュラ
ケラウノス
セファー
ブラフマーストラ
フラベルム
ブリューナク
芭蕉扇（ばしょうせん）
声 - 名塚佳織
元ネタ - 芭蕉扇 / 武器のタイプ - 銃タイプ
2015年1月1日に追加されたキル姫の一種。性格は高飛車。長髪をしている。
芭蕉扇・D. plag・リリス
八咫鏡（やたのかがみ）
声 - 花澤香菜
元ネタ - 八咫鏡 / 武器のタイプ - 銃タイプ
2015年1月4日に追加されたキル姫の一種。外見は幼めの少女。
メキド
タスラム
雑賀

### その他の杖タイプのキル姫
テュルソス
声 - 能登麻美子
元ネタ - テュルソス / 武器のタイプ - 杖タイプ
キル姫の一種。大の酒好き。
アスクレピオス
カドウゲス
ガンバンテイン
ケーリュケイオン
グリダヴォル
ミストルティン
シストルム
プタハ

### キラーメイル
『地上編』から登場。なお、海外版「Phantom of the kill」でもキャラクターの声優は同じ。
レーヴァテイン (ゼロ)
「#レーヴァテイン (ゼロ)」を参照。
アスクレピオス (キラーメイル)
声 - 石田彰
元ネタ - アスクレピオスの杖 / 武器のタイプ - 杖タイプ
キラーメイルの一種。
表向きの顔は温和で人当たりが良い。探求心が強く融通が効かない部分も存在する。
眼鏡をかけており長い服や手袋を着用しており首飾りを付けている。
ゼロとは旧知の仲でゼロと罵倒のし合いをするがゼロとの仲は決して悪くない。
ダグダ (キラーメイル)
声 - 小松史法
元ネタ - ダグザの棍棒 / 武器のタイプ - 斧タイプ
キラーメイルの一種。
性格は寡黙だがとても温厚で気遣いも細やかである。
大柄で髪は男としては長めであり髭を生やしている。

### モラルタ・ベガルタ
『失われた千年王国編』から登場。
モラルタ
声 - 声優デビューPri
武器 - 剣タイプ / 属性 - 炎
ベガルタとは双子。性格は明るめ。
ベガルタ
声 - 声優デビューPri
モラルタとは双子。性格は大人しい。

### セイントキラーズ
戒律の斬ル姫とも呼ばれる。『失われた千年王国編』から登場。キル姫の分類の一種。ハルモニア教皇国に属している。
メンバーはフォルカス、ヴァナルガンド、ロンギヌス、フライクーゲルの4名。

### カルマキラーズ
業果の斬ル姫とも呼ばれる。『失われた千年王国編』から登場。斬ル姫の分類の一種。ケイオスリオン帝国に属している。
メンバーはシユウ、パラシュ、アスカロン、アフロディーテの4名。

### オーダーキラーズ
輪廻の斬ル姫と呼ばれている。『失われた千年王国編』から登場。斬ル姫の分類の一種。トレイセーマ共和国に属している。
メンバーはマサムネ、ムラマサ、グリモワール、アルテミスの4名。

### ディスラプターズ
『失われた千年王国編』から登場。斬ル姫の分類の一種。どの国にも属さない抵抗軍（レジスタンス）である。
レーヴァテイン・獣刻・バハムート
「#レーヴァテイン・獣刻・バハムート」を参照。
ヘレナ・D. plug・ロキ
声 - 優木かな
ディスラプターズの斬ル姫の少女。
カリス・聖鎖・アザゼル
声 - すずきももこ
ディスラプターズの斬ル姫の少女。
ソロモン・聖鎖・アテナ
声 - 秦佐和子
ディスラプターズの斬ル姫の女性。

### コマンドキラーズ
『失われた千年王国編』から登場。斬ル姫の分類の一種。エンシェントキラーズの別バージョン。
メンバーはスイハ、フライシュッツ、ダモクレス、グラーシーザ、エルキュール、ミネルヴァ、ネス、ラグナロクの8名。

### インテグラルキラーズ
『擬彩されし不可逆世界編』から登場。斬る姫の分類の一種。ファーストキラーズ・アルマスの別バージョン。
現在判明しているメンバーはティルフィング、アルマス、フライクーゲルの3人。

### イミテイトキラーズ
『擬彩されし不可逆世界編』から登場。斬る姫の分類の一種。エンシェントキラーズの別バージョン。各編のエンシェントキラーズの中では珍しく早い段階で登場する。
現在判明しているメンバーはスイハのみ。

### NPC
トト
声 - 高岡香
『天上編』に登場する少年で、主人公達が訪れた辺境の村の住人だが「あるもの」を見たため疎外されていた。
ヴァリン
声 - 阿澄佳奈
『地上編』より登場したNPCで、特務機関ラグナロクの研究開発責任者を務める女性科学者。キラーメイルに対しても物おじせずに接する。勝気な人物だが、チョコレートを好む一面もある。『zeroからの反逆』のエンディングロールにはデュリンと同一人物である事が記されている。
ナディア
声 - 雨宮天
『失われた千年王国編』から登場。ティルフィングと瓜二つの外見を持つラグナロク王国の姫。異族やその手先となったキル姫達から命を狙われる。
ギル
声 -
『失われた千年王国編』に登場。ナディアをサポートする少年。ぶっきらぼうで口調はやや悪い。
オベロン
声 -
『失われた千年王国編』に登場。妖精王。ラグナロク王国の首都ティルヘルムを結界で守護している。
国生タツヤ（天沼矛）
声 -
『失われた千年王国編』に登場。浮橋グループの次期当主。「ビッグ4」の一員で高い地位を持つ。会社の出資する研究機関でのキル姫への非道な実験を見て、自らもキラーメイルになった。キル姫の天沼矛とは全くの別種。
アルン
声 -
『地上編』に登場。キラーメイルのマスターと呼ばれる少年。
アスカ
声 -
『地上編』に登場。ダグダに保護されていた一般人の少女。

### ゲーム以外の作品のみの登場人物
本項では、ゲーム本編以外の作品（ドラマCD・小説・コンセプトフィルム等）のみに登場する人物のみについて記述する。
ゼロ
声 - 藤原竜也
コンセプトフィルム『ファントム オブ キル ― ZEROからの反逆― 』の主人公。レーヴァテイン (ゼロ)の一人。
魔獣の力を得る実験で最初に成功した被験者であり、特務機関ラグナロク戦闘部隊の隊長を務める。
アマネ
声 - ゆかな
『ファントム オブ キル ― ZEROからの反逆― 』に登場。ゼロの実妹。
容姿は目は普通に開いているがレーヴァテインに似ており、恰好もレーヴァテインの恰好に酷似している。
後に実験に自ら志願してレーヴァテインの一人にして最初のキル姫となる
ヤクモ
声 - 花澤香菜
ヴァリンの助手で、アマネとは親しい仲。公式サイトでは研究員と表示されている。エンディングロールでは彼女もまたロンギヌスの一人である事が記されている（作中では最後までキル姫にはならない）。
看護師
声 - 井上麻里奈
ヴァリンの旧友にして姉貴分。エンディングロールでは彼女もまたマサムネの一人である事が記されている（作中では最後までキル姫にはならない）。
執政官たち
声 - 佐々木睦、西村知道、廣田行生、沢木郁也
特務機関ラグナロクの執政官を務める4人組の男性。いずれも100歳を超えているが、地上の環境汚染によって身体に生命維持装置を組み込む形で生きながらえている。
何度も世界の崩壊や人々の死を見続けてきた結果、人類への期待を失い、神への信仰を強めた。
リサナウト・針枷・クロノス
声 - 大久保瑠美（ファントム オブ キル本編）
『ファントム オブ キル 時と絆の紡ぐ針』に登場。キル姫の一人。
後に本編にもユニットとして登場した。

## 世界観
天上世界
世界樹ユグドラシル上部に存在する自然豊かな世界で、各地に伝説の武器を祀る教会がある。
地上世界
世界樹ユグドラシルの根に存在する世界で、赤い雲に覆われた空の下に未来的な都市がそびえたっている。
キル姫
伝説の武器を手にし、その武器の能力を引き出す存在。全て女性である。生命の根源・マナと伝説の武器から抽出されるキラーズが合成されることにより誕生する。人間を異族から護る存在でありながら、好戦的な性質ゆえ人間たちに恐れられている。
2018年1月12日から始まった「失われた千年王国編《ロストラグナロク》」では、表記が「斬ル姫」となっている。
キラーメイル
キル姫の男性版とも呼べる存在で、キラーズとも呼ばれる。当初は海外版のみの導入だったが、日本版でも2016年3月28日のアップデートにて実装された。
異族
かつて神から与えられていた力で人類を守護していた存在だが、現在では逆に人間たちを襲い捕食する存在となっている。歩兵のような姿をした戦型種や、使徒獣ドラゴエルなどが存在する。
魔物
悪魔に与えられた力をもってして、地上世界で人間を襲い捕食する存在。女人型の魔獣ウィッチや、オーガスケルトンなどが存在する。

## スタッフ
- ディレクター：石川亮一
- 総合プロデューサー：今泉潤
- 音楽：土屋昇平
- 主題歌：でんぱ組.inc - 「Phantom of the truth」

### オープニングアニメーション
- 制作：A-Line
- 制作協力：Production I.G.
- 監督：押井守
- 演出：川崎逸朗

## ファントム オブ キル -Zeroからの反逆-
2016年5月公開。

### スタッフ
- 原案・企画 - 今泉潤
- 監督 - 塩谷直義
- 脚本 - 塩谷直義、チーム月鳥
- 絵コンテ - 塩谷直義、青木康浩
- メインキャラクターデザイン - 中森晃太郎
- サブキャラクターデザイン - 大久保徹、青木康浩
- 美術監督・美術設定・ボード - 草森秀一
- 作画監督 - 中森晃太郎、大久保徹、中村悟
- 武器デザイン・イメージボード - 森山洋
- 魔獣デザイン - 関川成人
- プロップデザイン - 幸田直子
- CGI監督 - 須貝真也
- 編集 - 村上義典
- 音楽 - カワイヒデヒロ
- アニメーション制作 - Production I.G

### 主題歌
エンディングテーマ「Truth of the ZERO」
作詞 - モリモトコージ / 作曲 - 伊勢佳史 / 歌 - でんぱ組.inc

## 評価
本作は2016年5月の時点で、日本だけでもダウンロード数が350万を突破しており、日本のAndroid市場において最もヒットしたアプリの一つとなった。
配信直後はユーザーからマップの狭さやバトルの難しさに対する評価が相次いだが、2015年5月の時点では逆に難易度の高いクエストを求む声も上がった。
批評家たちの間でも、本作に対する評価は分かれており、『ファイアーエムブレム』の核心部分を思わせるようなゲームプレイを評価する声があった一方、ソーシャルゲーム特有の問題点やロード時間の長さを指摘する声もあった。
Touch Arcadeは、本作の価値やプレイについては評価しつつも、キャラクターの育成にコストが掛かりすぎることや、ゲームの進行が運に左右される点について批判しており、「ストーリーとプレイのどちらも、素晴らしい価値をもった平均的なソーシャルRPGを超えられるほど魅力的なものではなかった。RPGファンなら最初すぐはまるだろうけど、ヘビーゲーマーなら育成要素が気になってしょうがないのではと私は信じている。」としめくくった。

Gamezeboもゲームを楽しめたとしているが、ゲーム内でロード画面が現れる長さや回数について強く批判しており、「プレイヤーが敵の討伐に向かうたびに、ゲームが止まって、読み込み中になって、それからキャラクターがターゲットに向かって攻撃し、攻撃がヒットしたりしなかったりし、でまたゲームが止まって読み込み中になって、そしてフィールド全体に戻る。本作の元になったゲームではよくあることかもしれないけど、『ファントム オブ キル』のプレイヤーだったら、何度も出てくるロード画面や不要なメニューといったゲームの進行を遅くするような要素にイライラするだろう」と述べている。
Siliconeraは本作を「うまく考えられた『ファイアーエムブレム』の亜流作品」とし、パーティーの構成が話のつながりよりもスキルやキャラクターの見た目で重視されるため、キャラクターの展開が十分でないと評した。

## コラボレーション
- ブレイブフロンティア
- ドラゴンジェネシス -聖戦の絆-
- ぼくらの甲子園!ポケット
- 魔法少女まどか☆マギカ
- PSYCHO-PASS サイコパス
- スカイロック
- でんぱジャック-World Wide Akihabara- - 本アプリがスポンサーの番組。
番組を経由し、でんぱ組.incのメンバーをモチーフとしたキャラクターを導入した。(CVもでんぱ組.incメンバー本人達が担当)
- でんぱ組.inc
タイアップ番組無しのでんぱ組.inc単体でのコラボ
星6キャラとしてキャラクターを新規描き起こし能力等も変更される(こちらもCVはでんぱ組.inc本人達が担当)
- あの日見た花の名前を僕達はまだ知らない。[5]
- Fate/stay night [Unlimited Blade Works]
- この素晴らしい世界に祝福を！2
- カードキャプターさくら クリアカード編
- ダンジョンに出会いを求めるのは間違っているだろうか(2020年3月初旬予定)

## ラジオ
今泉潤プロデューサー、「失われた千年王国編《ロストラグナロク》」のヒロイン・アルマス役を演じる鷲見友美ジェナ、モラルタ＆ベガルタ役を演じる50名の新人声優（週替わり）がパーソナリティを務める『今泉P Presents ファンキルの今夜も絶!好調』が2018年3月5日から8月31日まで毎週月曜日から金曜日まで 24:57 - 25:00 の時間帯で文化放送 超!A&G+にて配信された。同年10月1日からは『今泉P Presents ファンキルにまつわる絶!セトラ』の番組名で前番組と同じ配信局、曜日帯、時間帯にて配信されている。パーソナリティは今泉潤、アシスタントMCは鷲見友美ジェナ。
放送終了後には、Youtubeのファンキルチャンネルにてアーカイブ配信をしている。
さらに毎週金曜日には、Youtubeのファンキルチャンネルにて「ファンキルが5分で分かる!モラ＆ベガの多重人格レッスン」が2018年4月6日から8月31日まで配信された。

## 関連商品

### CD
- ドラマCD『ファントム オブ キル SPECIAL DRAMA CD』

2015年4月24日発売。
- サウンドトラックCD『ファントム オブ キル ORIGINAL SOUNDTRACK』

2015年12月24日発売。

### 書籍
- 小説『ファントム オブ キル 断罪の黒』

2015年12月26日発売。著：櫂末高彰、イラスト:Mai.E(gumi)。
- 設定資料集『ファントム オブ キル オフィシャルアートワークス』

2016年9月2日発売。
- 小説『ファントム オブ キル 時と絆の紡ぐ針』

2019年6月29日発売。著：櫂末高彰、イラスト:しぶ彦。
- 小説『ファントム オブ キル 死の庭で待つ盾の君へ』

2020年12月28日発売。著：櫂末高彰、イラスト:トマル。
上記の他に、公式通販サイトではタオル、Tシャツを販売している。

## 派生タイトル
ファントム オブ キル -オルタナティブ・イミテーション-
本作のIPを使用したブロックチェーンゲーム。2024年3月5日サービス開始。